# アルフォンソ・タフト

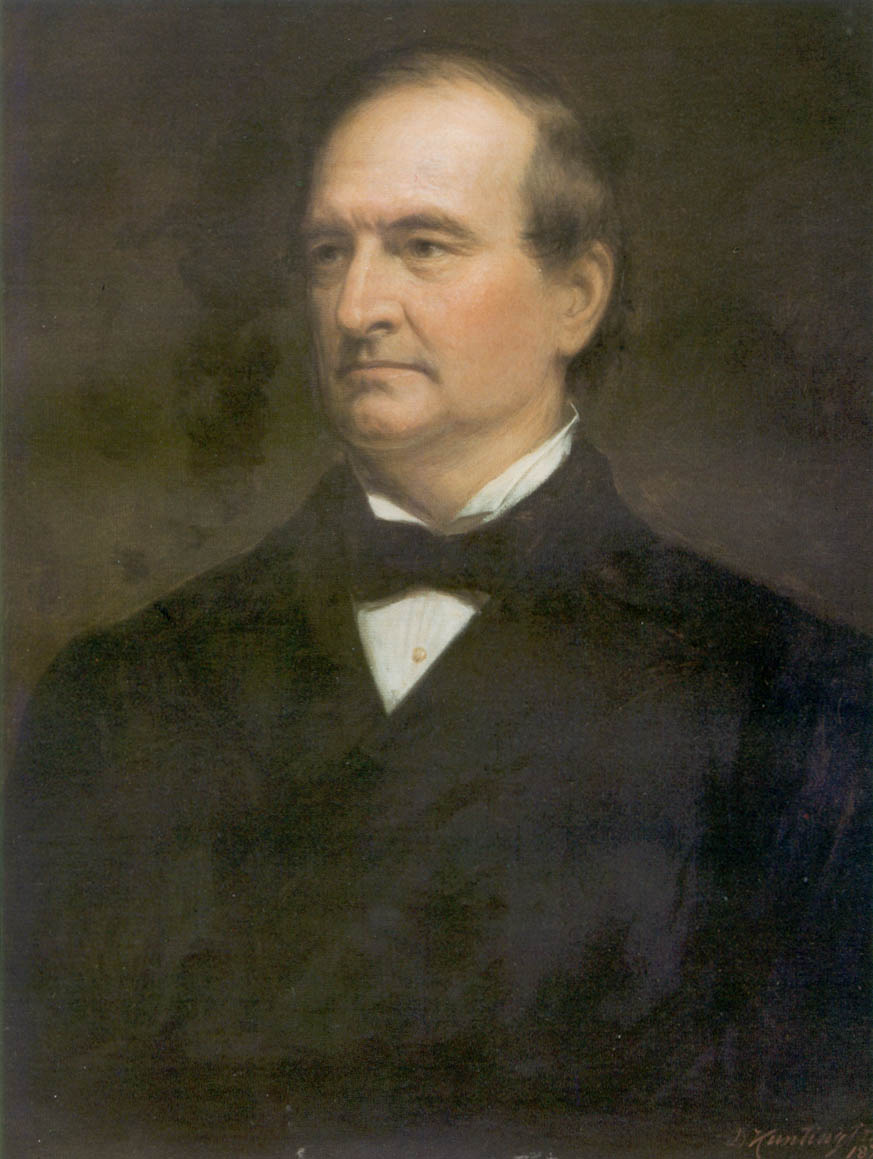
アルフォンソ・タフト
(画)ダニエル・ハンティントン

アルフォンソ・タフト（Alphonso Taft, 1810年11月5日 - 1891年5月21日）は、アメリカ合衆国の政治家。ユリシーズ・グラント大統領の下で第31代アメリカ合衆国陸軍長官および第35代アメリカ合衆国司法長官を務めた。

## 生涯
1810年11月5日、タフトはバーモント州タウンゼンドにおいて誕生した。タフトは地元の公立学校で教育を受け、アマースト・アカデミーへ進んだ。タフトは家庭教師として働き、勉学のための資金を稼いだ。タフトはイェール大学へ進学し、法律を学んだ。タフトは在学中、同輩のウィリアム・ハンティントン・ラッセルと秘密結社スカル・アンド・ボーンズを設立した。タフトは1833年にイェール大学を卒業し、同法科大学院へ進んだ。タフトはコネチカット州エリントンで教師として働きながら法律の勉強を継続し、1838年にコネチカット州で弁護士として認可を受けた。
1839年、タフトはオハイオ州シンシナティへ移り、同市の市議会議員となった。タフトはオハイオ州において最も影響力のある人物の1人となった。タフトはシンシナティ大学およびイェール大学において、理事を務めた。1867年、タフトはイェール大学から法学博士号を贈られた。
タフトは1856年に連邦下院議員に立候補したが、敗北した。タフトは1866年から1872年までシンシナティ上級裁判所の判事を務めた。1872年、タフトはシンシナティ弁護士協会の初代会長を務めた。タフトは1876年3月にユリシーズ・グラント大統領からアメリカ合衆国陸軍長官に任命された。1876年5月、タフトはアメリカ合衆国司法長官に転任した。
1877年3月、タフトはグラント大統領の任期満了に伴い司法長官を退任し、弁護士業に復帰した。タフトは1875年と1879年にオハイオ州知事に立候補したが、敗北した。タフトは1882年から1884年までオーストリア＝ハンガリー帝国駐在公使、1884年から1885年までロシア帝国駐在公使を務めた。
1891年5月21日、タフトはカリフォルニア州サンディエゴにおいて死去した。タフトの遺体はオハイオ州シンシナティのスプリング・グローブ墓地に埋葬された。

## 家族
タフトの父はバーモント州の判事ピーター・ローソン・タフト（Peter Rawson Taft, 1785年 - 1867年）、母はシルヴィア・ハワード（Sylvia Howard, 1792年 - 1866年）。ともに1640年代から1650年代にかけてイングランドからマサチューセッツ植民地に入植した移民の子孫であった。
1841年8月29日、タフトはバーモント州タウンゼンドにおいて、ファニー・フェルプス（Fannie Phelps, 1823年 - 1852年）と結婚した。2人の間には以下の子供が生まれた。
1. チャールズ・フェルプス・タフト（英語版）（Charles Phelps Taft, 1843年 - 1929年） - オハイオ州選出連邦下院議員
2. ピーター・ローソン・タフト（Peter Rawson Taft, 1846年 - 1889年）
3. メアリー・タフト（Mary Taft, 1848年 - 1848年）
4. アルフォンソ・タフト（Alphonso Taft, 1850年 - 1851年）
5. アルフォンソ・タフト（Alphonso Taft, 1851年 - 1852年）

1853年12月26日、タフトはマサチューセッツ州ミルベリにおいて、従妹のルイザ・マリー（ルイーズ）・トリー（Louisa Marie "Louise" Torrey, 1827年 - 1907年）と結婚した。2人の間には以下の子供が生まれた。
1. サミュエル・ダヴェンポート・タフト（Samuel Davenport Taft, 1854年 - 1855年）
2. ウィリアム・ハワード・タフト（William Howard Taft, 1857年 - 1930年） - 第27代アメリカ合衆国大統領
3. ヘンリー・ウォーターズ・タフト（英語版）（Henry Waters Taft, 1859年 - 1945年）
4. ホーレス・ダットン・タフト（英語版）（Horace Dutton Taft, 1861年 - 1943年）
5. フランシス・ルイーズ・タフト（Frances Louise Taft, 1865年 - 1950年）